# October (entreprise)
Pour les articles homonymes, voir October.
October, anciennement Lendix, est une technologie financière européenne spécialisée dans le prêt aux petites et moyennes entreprises (PME). Fondée par Olivier Goy et Patrick de Nonneville en 2014, elle permet aux PME d’emprunter auprès d'investisseurs particuliers, institutionnels et d'October. Depuis fin 2020, l'entreprise propose un service de notation de financement à destination des gestionnaires d’actifs.

## Fonctionnement
Les prêteurs institutionnels investissent dans un fonds, conjointement avec la direction d'October, afin de garantir l'alignement des intérêts.
Le fonds finance au moins 51% de chaque prêt présenté sur la plateforme. Les prêteurs individuels peuvent prêter au même projet aux mêmes conditions. S'il n'y a pas assez de prêteurs particuliers, le fonds remplit ce qui reste du montant du prêt.
Les institutionnels et les investisseurs avertis souscrivent un fonds d'investissement géré par October Factory, société de gestion de portefeuille agréée par l'AMF.
Les particuliers souscrivent directement via October Intermédiaire en financement participatif (IFP), enregistré auprès de l’Organisme pour le registre unique des intermédiaires en assurance, banque et finance (ORIAS).

## Historique

### Fondation de Lendix
Olivier Goy fondateur d'October, fonde 123 Investment Managers en 2001, société de gestion démocratisant le non-coté[Quoi ?] en l’ouvrant aux investisseurs privés. Lendix est la deuxième société fondée par Olivier Goy, ouvrant la voie sur une nouvelle classe d’actifs, le prêt aux TPE/PME,.
Le premier emprunt est accordé en avril 2015 à Alain Ducasse Entreprise pour le financement de 3 restaurants parisiens et de La Manufacture de Chocolat Alain Ducasse[réf. nécessaire]. 

### Achat de Finsquare (2016)
En novembre 2014, la plateforme lève 7 millions d’euros auprès de Partech Ventures, Weber Investissements et des dirigeants de October. 
En mars 2015, Decaux Frères Investissements, la Banque Wormser frères, Sycomore et deux family offices internationaux rejoignent les actionnaires du groupe en investissant 3,2 millions d’euros en capital et 25 millions d’euros sur la plateforme October,.
En mars 2016, l'entreprise achète son concurrent Finsquare.
En avril 2016, la société organise auprès de ses actionnaires une levée de fonds de 12 millions d’euros afin de financer son expansion en Espagne et en Italie,,.
En juillet 2016, elle reçoit l’agrément de l’Autorité des marchés financiers (AMF) et annonce le lancement du 1er fonds European Long Term Investment Fund (ELTIF) en Europe, dédié au financement des TPE et PME françaises, italiennes et espagnoles,,.

### Expansion en Italie et Espagne (2017)
Bpifrance participe à un fonds de cofinancement des entreprises associé à la plateforme en avril 2017. 
En juillet 2017, la Banque européenne d'investissement (BEI), à travers le Fonds européen d'investissement (FEI), rejoint à son tour la plateforme pour accroître les financements aux entreprises françaises et européennes à hauteur de 18,5 millions d’euros,,.  

### Nouveau nom et expansion aux Pays-Bas et Allemagne (2018-2019)
En janvier 2018, la plateforme annonce un nouveau financement institutionnel de 200 millions d'euros en faveur des PME européennes. 
En juin 2018, elle annonce une nouvelle levée de fonds de 32 millions d’euros pour poursuivre son expansion en Europe.  
En juillet 2018, après avoir passé la barre des 100 millions d'euros en juillet 2017, l'entreprise franchit la barre des 200 millions d'euros financés en France, Espagne et Italie confondus. 
En septembre 2018, l'entreprise a financé 480 projets provenant d’entreprises européennes de toutes tailles et de tous secteurs d’activité (comme 5àsec, Saint-Jean Industries,, Reworld Media,,  Novae Aerospace, ou Hard Rock Cafe. 
En octobre 2018, Lendix change de dénomination sociale et devient October.
En novembre 2018, pour la troisième année consécutive, October figure parmi le classement mondial des 100 Fintech leaders réalisé par KPMG, et H2 Ventures.
October continue son expansion géographique et ouvre aux Pays-Bas fin 2018.
En décembre 2019, l'entreprise devient l'une des premières plateformes de prêt à signer les principes de l'ONU pour l'investissement responsable.  October entre également sur le marché allemand[réf. nécessaire].

### Lancement d'October SME IV, de la SFIDO et du fonds pour le tourisme (2020)
En 2020, October SME IV, SFIDO et le fonds Tourisme sont créés, offrant aux PME de nouvelles sources de financement. En février 2021, la société annonce prêter 38 millions d'euros aux TPE et PME de l'industrie touristique française touchées par la pandémie de Covid-19.

### Lancement d'October Connect et changement de direction (2021)
En 2021, October lance le service October Connect, une plateforme technologique qui enrichit l'analyse crédit des institutions financières et aide à la décision de financement. Le service permet aux institutions financières de proposer une expérience de crédit améliorée avec un processus de crédit sûr, rapide et simple pour les PME. Il est conçu pour rationaliser l'expérience tant du côté de l'emprunteur que du côté de la banque afin d'optimiser les process et de protéger les performances en exploitant mieux les datas des prospects et des clients[réf. nécessaire].
Patrick de Nonneville devient CEO d'October, Thorsten Seeger devient COO et reste CEO d'October Allemagne.[réf. nécessaire]

## Investisseurs institutionnels
October dispose de 70 investisseurs institutionnels, dont la Banque européenne d'investissement, Bpifrance, Groupama, CNP assurances, Matmut et Eiffel Investment Group[réf. nécessaire].
October a levé plus de 600 millions d'euros pour l'ensemble des fonds. Les fonds bénéficient du label European Long Term Investment Fund (ELTIF), créé par l'UE pour soutenir durablement l'économie réelle :[réf. nécessaire]
- Fonds I - €21.3M
- Fonds II - €93.8M
- Fonds III - €163.7
- Fonds IV - €134.7M
- SFIDO - €200M
- Fonds Tourisme - €38M

## Classements et récompenses
En 2019, October est dans le classement Fintech100 de KPMG et H2 Ventures pour la troisième année consécutive.
En 2020 et 2021, October fait partie du Next40. Le Next40 donne un aperçu des 40 startups françaises "les plus prometteuses" et "innovantes", ayant le potentiel de devenir de futures leaders de la tech.
October Nederland est désigné meilleur choix 2020 dans la catégorie Plateforme de crowdfunding par les experts indépendants d'IEX Gouden Stier[réf. nécessaire].
En août 2025 la société était notée 1,5/5 (pour 987 avis) sur le site Trustpilote, un score présenté comme mauvais par l'agrégateur d'avis.